# Камилла (королева Великобритании)
Камилла, королева Великобритании (англ. Camilla, Queen of the United Kingdom, урождённая Камилла Розмари Шанд (англ. Camilla Rosemary Shand), в первом браке — Камилла Паркер-Боулз (англ. Camilla Parker Bowles); род. 17 июля 1947) — член Британской королевской семьи, вторая жена короля Великобритании Карла III. Коронована 6 мая 2023 года вместе с мужем.
Камилла выросла в Восточном Суссексе и Южном Кенсингтоне в Англии, образование также получала в Швейцарии и Франции. В 1973 году вышла замуж за офицера Британской армии Эндрю Паркера-Боулза, они развелись в 1996 году. В браке родились двое детей: Том и Лора. На протяжении многих лет её также связывали романтические отношения с Чарльзом, принцем Уэльским, в том числе в те годы, когда они находились в своих первых браках. 9 апреля 2005 года Камилла вышла за него замуж, и приняла титул герцогини Корнуолльской (формально ей также был присвоен титул принцессы Уэльской, однако она его не использовала). 8 сентября 2022 года, по причине смерти Елизаветы II, стала известна как королева-консорт. 6 мая 2023 года прошла коронация, и Чарльз официально стал королём Карлом III, а Камилле был дан титул королевы Великобритании.
Камилла выполняет обязанности, как член королевской семьи, чаще всего вместе со своим супругом. Она является патроном, президентом и членом множества благотворительных организаций. Она также проводила кампанию по повышению осведомленности о таких проблемах, как сексуальное насилие, неграмотность, защита животных и бедность.

## Биография

### Ранние годы

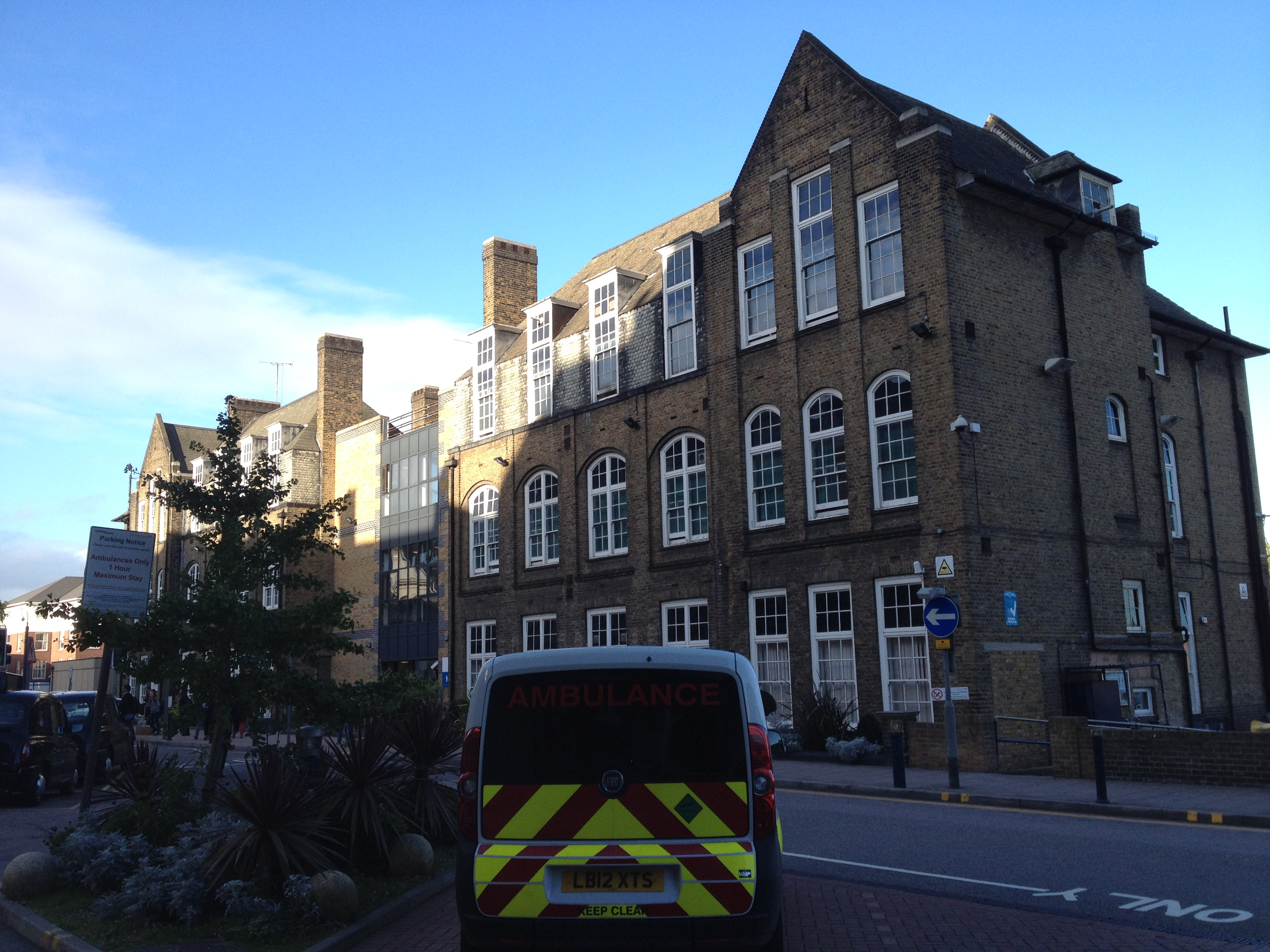
Госпиталь Королевского колледжа в Ламбете, где родилась Камилла

Камилла Розмари Шанд родилась 17 июля 1947 года в госпитале Королевского колледжа в Ламбете. У родителей было два дома: загородный дом в деревне Плампет и особняк в Южном Кенсингтоне. Её отец, Брюс Шанд — офицер Британской армии, участник Второй мировой войны (1917—2006). Мать, Розалинд Кьюбитт (1921—1994) — дочь Роланда Кьюбитта, 3-го барона Эшкомба. У Камиллы есть младшая сестра, Соня Аннабель Эллиот, интерьерный дизайнер (в девичестве — Шанд; род. 1949), и был младший брат, писатель и путешественник Марк Шанд (1951—2014). Её прабабушка по материнской линии, британская аристократка и светская львица Алиса Кеппел, была любовницей короля Эдуарда VII. 1 ноября 1947 года состоялось крещение Камиллы в Церкви Святого Петра в деревне Фирли, Восточный Суссекс.
С ранних лет Камилла любила чтение, потому что отец часто читал ей на ночь. Она росла в окружении кошек и собак, пристрастилась к верховой езде. Камилла всегда вспоминала детство с особой любовью к младшим брату и сестре, а также говорила, что её детство «было идеальным во всех смыслах».
В 1952 году её отправили в школу Дамбреллс в деревне Дитчлинг. В 1957 году Камиллу перевели в школу Куинс-Гейт, которая находилась ближе к дому семьи в Лондоне. Среди её одноклассниц была будущая поп-певица и звезда 60-х Твинкл. Учительницей французского языка была английская писательница Пенелопа Фицджеральд, которая называла Камиллу «яркой и живой». В 1964 году Шанд покидает Куинс-Гейт, получив общий сертификат об обычном образовании (уровень О), и поступает в частную женскую школу в Толошне, Швейцария. После завершения обучения она изучала французский язык и французскую литературу в Парижском институте Лондонского университета в Париже, Франция, где проучилась полгода.
25 марта 1965 года Камилла была представлена одной из 311 претенденток на балу дебютанток в Лондоне. После переезда из семейного дома в Кенсингтон она жила в одной квартире со своей подругой Джейн Виндхэм, племянницей законодательницы моды XX века в Великобритании Нэнси Ланкастер. Позже она переехала в квартиру в Белгравии, где жила вместе с леди Мойрой Кемпебелл, дочерью Джеймса Гамильтона, 4-го герцога Аберкорна, а потом с Вирджинией Карингтон, дочерью британского политика Питера Карингтона, 6-го барона Карингтона. В 60-х годах Камилла работала секретаршей в нескольких фирмах в Вест-Энде, а также на ресепшене фирмы Sibyl Colefax & John Fowler в Мейфэре, откуда её уволили из-за того, что однажды она опоздала на работу, потому что всю ночь провела в клубе.

### Герцогиня Корнуолльская

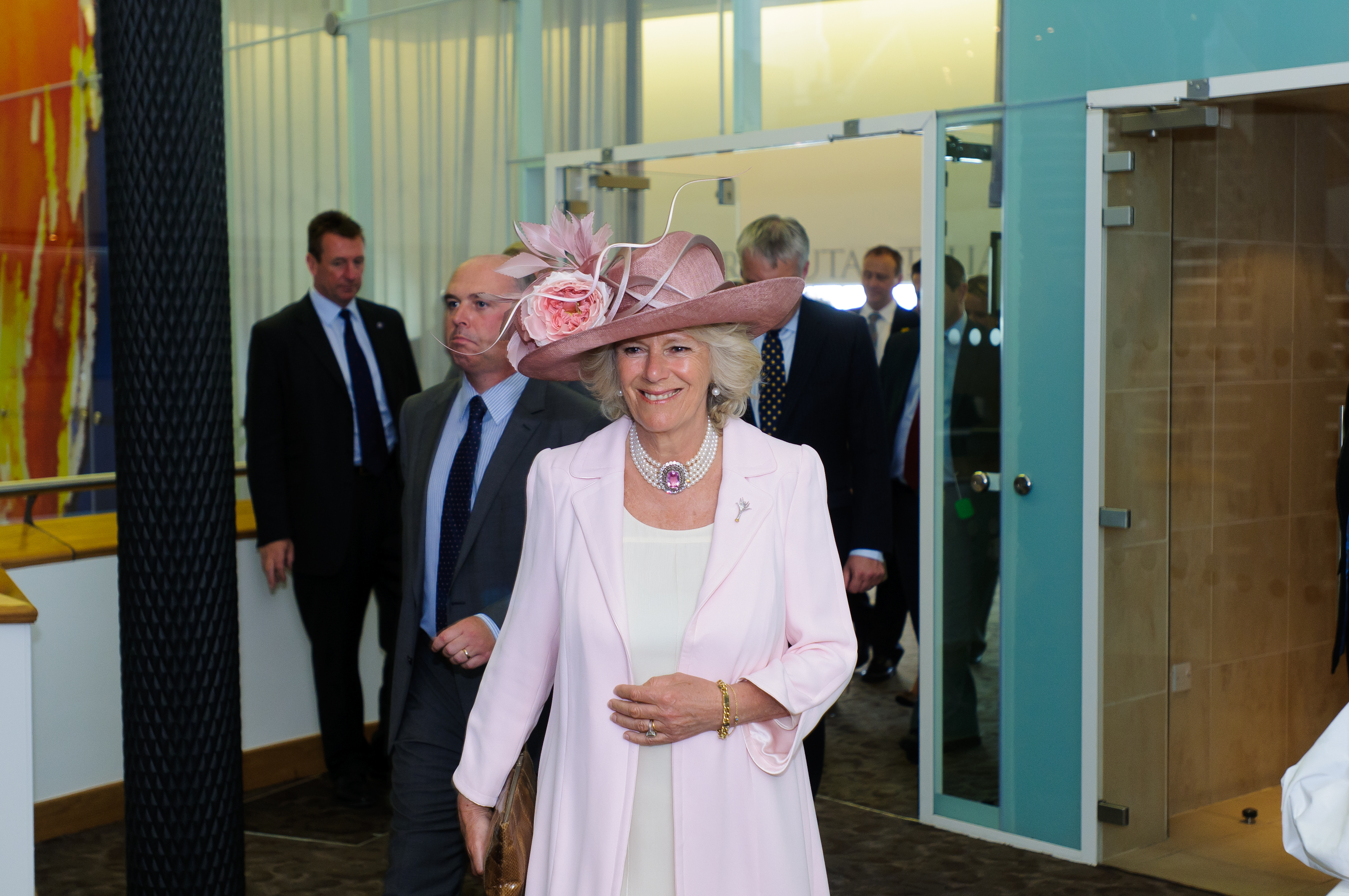
Камилла, герцогиня Корнуолльская, на церемонии открытия Четвёртого комитета ООН, 7 июня 2011 года

После получения титула герцогини Корнуолльской, Камилла стала второй в Великобритании женщиной после королевы Елизаветы II в порядке старшинства Соединённого Королевства, а также пятой или шестой в общем порядке старшинства в других королевствах после королевы, принца Филиппа, герцога Эдинбургского (её супруга) и Чарльза, принца Уэльского. Елизавета II также изменила порядок королевского старшинства для частных встреч, и Камилла стала четвёртой после королевы, Анны, Королевской принцессы (дочь Елизаветы II) и принцессы Александры Кентской (двоюродная сестра Елизаветы II). Менее чем через два года после свадьбы с принцем Уэльским Елизавета II вручила герцогине видимые знаки членства в королевской семье: тиару Елизаветы, королевы-матери, а также Королевский семейный орден королевы Елизаветы II.
После свадьбы Кларенс-хаус стал официальной резиденцией Чарльза и Камиллы. Они также проводили праздники в Биркхолле, шотландском поместье принца, и в Хайгроув, его загородной резиденции. Летом 2008 года они приобрели резиденцию Линивермод в Уэльсе. С 1995 по 2003 год резиденцией Камиллы был её личный дом Рэй Милл, который она по-прежнему использует, чтобы проводить там время с детьми и внуками.
На протяжении многих лет Камилла была курильщицей, но в 2001 году бросила эту привычку после того, как ей диагностировали ринит. 4 марта 2007 года её госпитализировали для проведения гистерэктомии, и выписали 9 марта. 9 декабря 2010 года машину Чарльза и Камиллы атаковали во время массовых протестов студентов в Лондоне, пара не пострадала. В июле 2011 года Чарльз и Камилла были помещены в список возможных жертв взлома телефонов и публикации личной информации в общественном доступе. 9 апреля 2012 года Камилла получила Королевский Викторианский орден.
В 2015 году принц Чарльз поручил назвать паб в Паундбери в честь герцогини Корнуолльской. 9 июня 2016 года Елизавета II приняла Камиллу в Тайный совет Великобритании. 1 января 2022 года Камилла стала дамой Ордена Подвязки. 14 февраля того же года Камилла сделала тест на COVID-19 (обнаруженный 10 февраля у Чарльза), который оказался положительным, и супруги вместе ушли на самоизоляцию. Ранее, в феврале 2021 года, им был привит первый компонент вакцины.

### Королева-консорт Великобритании
8 сентября 2022 года Букингемский дворец объявил о смерти Елизаветы II, в результате Чарльз стал королём, а Камилла — королевой-консортом. 10 сентября она посетила Совет престолонаследия, где Чарльза провозгласили королём Великобритании, свидетелем также был её пасынок, принц Уильям.
6 мая 2023 года, во время коронации Камилла была провозглашена королевой Великобритании.

## Семья и дети

### Брак с Эндрю Паркером-Боулзом
В конце 60-х годов Камилла познакомилась с офицером Британской армии Эндрю Паркером-Боулзом через его младшего брата Саймона, который работал на винной ферме отца Шанд в Мейфэре. После несколько лет отношений, за время которых они неоднократно расставались, было объявлено об их помолвке в 1973 году. Американская журналистка Салли Беделл Смит утверждала, что объявление о помолвке было отправлено родителям Камиллы и Эндрю без их ведома, поэтому Паркер-Боулзу пришлось делать предложение. Они поженились 4 июля в Гвардейской часовне казармы Веллингтона. В браке родились двое детей: Том (крестник Карла III) и Лора.
В декабре 1994 года Эндрю и Камилла объявили о разводе, также сообщив, что не живут вместе уже несколько лет; бракоразводный процесс завершился 3 марта 1995 года. В 1996 году Эндрю женился во второй раз на Розмари Дикинсон, которая скончалась 12 января 2010 года после долгой борьбы с раком.

### Брак с Карлом III

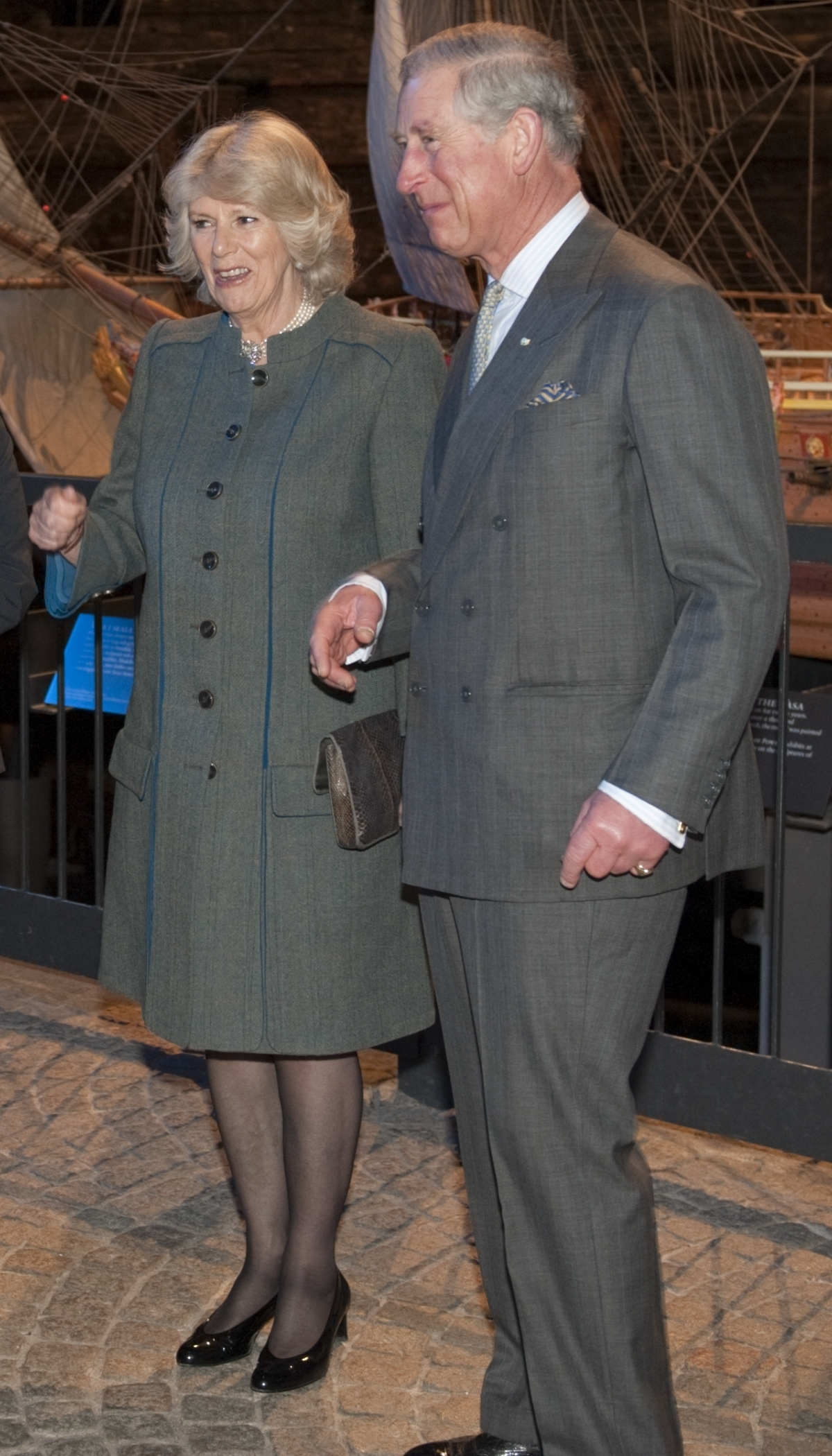
Чарльз и Камилла, герцог и герцогиня Корнуолльские, в 2012 году

Камилла и будущий король Великобритании, на тот момент именуемый принцем Чарльзом, познакомились в 1970 году через общих друзей, и Чарльз влюбился в неё с первого взгляда (на тот момент Камилла рассталась с Эндрю). Они стали друзьями и начали встречаться, и их отношения были известны далеко за пределами круга общих знакомых. Отношения развивались и Чарльз даже познакомился с семьёй Камиллы, но в начале 1973 года им пришлось расстаться из-за военной службы принца, который, согласно многочисленным его биографам, сам попросил Камиллу не ждать его возвращения со службы. Тем не менее, у биографов разнится точка зрения касательно их расставания, и существует несколько версий: Елизавета, королева-мать, не считала Камиллу достойной спутницей Чарльза и хотела, чтобы он женился на одной из внучек Рут Рош, баронессы Формой; Камилла сама не хотела выходить замуж за Чарльза или Чарльз не собирался на ней жениться до своего 30-летия. Крёстная мать Чарльза, Патрисия Нэтчбулл, 2-я графиня Маунтбеттен Бирманская, в 2005 году сказала: «Оглядываясь назад, вы можете сказать, что Чарльз мог жениться на Камилле, когда у него впервые была такая возможность. Они идеально подходили друг другу, теперь мы все это знаем. Но это было невозможно на тот момент». Несмотря на расставание, Чарльз и Камилла оставались близкими друзьями, и в последующие 10 лет было множество слухов о том, что они вновь возобновили романтические отношения (несмотря на брак Камиллы), и об этом знали и в королевской семье, но в 1981 году принц женится на леди Диане Спенсер.
В 1992 году была опубликована биография «Диана. Ее истинная история», где впервые становится известно, что на протяжении почти всего брака принцессы с Чарльзом он изменял ей с Камиллой. Год спустя, в 1993 году, британские СМИ опубликовали записи интимных телефонных разговоров Камиллы и Чарльза, которые серьёзно разрушили репутацию наследника британского престола, а также имидж Паркер-Боулз. В 1994 году Чарльз заявил, что Камилла «хорошая подруга на протяжении долгих лет», а также признал, что их отношения возобновились в 1986 году, когда его брак с Дианой «потерпел крах». В 1995 году в интервью для BBC Диана рассказала о браке с Чарльзом и его отношениях с Камиллой: «В этом браке нас было трое, так что было немного тесновато». В 1997 году Диана погибает в автокатастрофе, Чарльза допрашивали как одного из свидетелей.
10 февраля 2005 года Кларенс-хаус объявляет о помолвке Чарльза и Камиллы, несмотря на то, что сыновья принца, Уильям и Гарри, просили отца не жениться на ней. Свадьба состоялась 9 апреля 2005 года в Виндзорской ратуше.

## Титулы и обращения
- с 9 апреля 2005 по 8 сентября 2022 года — Её королевское высочество принцесса Уэльская (не использовался), герцогиня Корнуолльская, графиня Честер;
  - в Шотландии — герцогиня Ротсейская (2005—2022);
- с 9 апреля 2021 по 8 сентября 2022 года — Её королевское высочество герцогиня Эдинбургская, графиня Мерионет, баронесса Гринвич;
- с 8 сентября 2022 года — Её Величество королева-консорт Великобритании и Северной Ирландии;
- с 6 мая 2023 года — Её Величество королева Великобритании и Северной Ирландии.

Когда Чарльз стал королём, Камилла получила титул королевы-консорта, что было анонсировано королевой Елизаветой II в послании к народу, приуроченном к 70-летию её восшествия на престол. После коронации 6 мая 2023 года по решению монарха официально «королева Камилла».

## Внешность
Не использует косметические подтяжки и уколы ботокса. Не стесняется «деревенского» телосложения и морщинок вокруг глаз. Многие годы носит одну и ту же прическу: укладку в духе семидесятых годов с прядями, подкрученными от лица. Наблюдатели отмечают, что Камилла не соответствует сексистскому образу любовницы, который насаждали журналы. Таблоиды придумали для Камиллы множество обидных и оскорбительных прозвищ: «старая перечница», «старая калоша», «сморщенная, как чернослив», «лошадиное лицо», «толстуха», «ведьма» и т. п..

## Награды
| Награды Великобритании и стран Содружества наций | Награды Великобритании и стран Содружества наций | Награды Великобритании и стран Содружества наций         | Награды Великобритании и стран Содружества наций         | Награды Великобритании и стран Содружества наций |
| Страна                                           | Дата вручения                                    | Награда                                                  | Награда                                                  | Литеры                                           |
| ------------------------------------------------ | ------------------------------------------------ | -------------------------------------------------------- | -------------------------------------------------------- | ------------------------------------------------ |
| Великобритания                                   | 30 октября 2007                                  | Дама Королевского семейного ордена королевы Елизаветы II | Дама Королевского семейного ордена королевы Елизаветы II |                                                  |
| Великобритания                                   | 9 апреля 2012                                    | Дама Большого креста Королевского Викторианского ордена  | Дама Большого креста Королевского Викторианского ордена  | GCVO                                             |
| Папуа — Новая Гвинея                             | 3 ноября 2012                                    | Компаньон ордена Звезды Меланезии                        | Компаньон ордена Звезды Меланезии                        | CSM                                              |
| Англия                                           | 2022                                             | Дама ордена Подвязки                                     | Дама ордена Подвязки                                     | LG                                               |
| Великобритания                                   | с 8 сентября 2022                                | Великий магистр ордена Британской империи                | Великий магистр ордена Британской империи                |                                                  |
| Новая Зеландия                                   | 5 июня 2023                                      | Дама ордена Новой Зеландии                               | Дама ордена Новой Зеландии                               | ONZ                                              |
| Шотландия                                        | 16 июня 2023                                     | Дама ордена Чертополоха                                  | Дама ордена Чертополоха                                  | LT                                               |
| Великобритания                                   | 2024                                             | Дама Королевского семейного ордена короля Карла III      | Дама Королевского семейного ордена короля Карла III      |                                                  |
| Саскачеван                                       | 2005                                             | Памятная медаль к 100-летию Саскачеван                   | Памятная медаль к 100-летию Саскачеван                   |                                                  |
| Великобритания                                   | 2012                                             | Медаль Бриллиантового юбилея королевы Елизаветы II       | Медаль Бриллиантового юбилея королевы Елизаветы II       |                                                  |
| Великобритания                                   | 2022                                             | Медаль Платинового юбилея королевы Елизаветы II          | Медаль Платинового юбилея королевы Елизаветы II          |                                                  |
| Канада                                           | 2023                                             | Отличие вооружённых сил Канады                           | Отличие вооружённых сил Канады                           | CD                                               |

| Награды иностранных государств | Награды иностранных государств | Награды иностранных государств                                                                       | Награды иностранных государств                                                                       | Награды иностранных государств |
| Страна                         | Дата вручения                  | Награда                                                                                              | Награда                                                                                              | Литеры                         |
| ------------------------------ | ------------------------------ | --- | --- | ------------------------------ |
| Нидерланды                     | 30 апреля 2013                 | Коронационная медаль короля Вильгельма-Александра                                                    | Коронационная медаль короля Вильгельма-Александра                                                    |                                |
| Франция                        | 2014                           | Дама Большого креста Национального ордена «За заслуги»                                               | Дама Большого креста Национального ордена «За заслуги»                                               |                                |
| Мексика                        | 2015                           | Дама Большого креста ордена Ацтекского орла                                                          | Дама Большого креста ордена Ацтекского орла                                                          |                                |
| Германия                       | 29 марта 2023                  | Дама Большого креста специального класса ордена «За заслуги перед Федеративной Республикой Германия» | Дама Большого креста специального класса ордена «За заслуги перед Федеративной Республикой Германия» |                                |
| Италия                         | 8 апреля 2025                  | Дама Большого креста ордена «За заслуги перед Итальянской Республикой»                               | Дама Большого креста ордена «За заслуги перед Итальянской Республикой»                               |                                |
| Франция                        | 8 июля 2025                    | Дама Большого креста ордена Почётного легиона                                                        | Дама Большого креста ордена Почётного легиона                                                        |                                |

## В культуре
- Камилла стала одним из персонажей художественного фильма «Спенсер» (2021), где её сыграла Эмма Дарвол-Смит.
- В историческом телесериале «Корона» роль Камиллы исполнили Эмиральд Феннел (3—4-й сезоны) и Оливия Уильямс (5—6-й сезоны).